# Виноградова Наталія Миколаївна
Наталія Миколаївна Виноградова (рос. Наталья Николаевна Виноградова; нар. 6 березня 1975) — російська борчиня вільного стилю, бронзова призерка чемпіонату світу, чемпіонка та срібна призерка чемпіонатів Європи. Майстер спорту Росії міжнародного класу з вільної боротьби.

## Життєпис
Боротьбою почала займатися з 1992 року.
Виступала за спортивну школу Костроми. Тренер — Олександр Горбань. Десятиразова чемпіонка Росії. У збірній команді Росії з 1992 по 1998 рік.
Випускниця факультету фізичної культури Костромського державного університету імені М. О. Некрасова.

## Спортивні результати на міжнародних змаганнях

### Виступи на Чемпіонатах світу
| Змагання                        | Збірна | Вагова категорія          | Місце  |
| ------------------------------- | ------ | ------------------------- | ------ |
| Чемпіонат світу з боротьби 1992 | Росія  | жіноча боротьба, до 57 кг | 5      |
| Чемпіонат світу з боротьби 1993 | Росія  | жіноча боротьба, до 57 кг | 4      |
| Чемпіонат світу з боротьби 1995 | Росія  | жіноча боротьба, до 57 кг | 4      |
| Чемпіонат світу з боротьби 1997 | Росія  | жіноча боротьба, до 62 кг | 9      |
| Чемпіонат світу з боротьби 1998 | Росія  | жіноча боротьба, до 62 кг | Бронза |

### Виступи на Чемпіонатах Європи
| Змагання                         | Збірна | Вагова категорія          | Місце  |
| -------------------------------- | ------ | ------------------------- | ------ |
| Чемпіонат Європи з боротьби 1993 | Росія  | жіноча боротьба, до 57 кг | Золото |
| Чемпіонат Європи з боротьби 1997 | Росія  | жіноча боротьба, до 62 кг | Срібло |
| Чемпіонат Європи з боротьби 1998 | Росія  | жіноча боротьба, до 62 кг | 7      |

### Виступи на змаганнях молодших вікових груп
| Змагання                                      | Збірна | Вагова категорія          | Місце |
| --------------------------------------------- | ------ | ------------------------- | ----- |
| Чемпіонат світу з боротьби серед юніорів 1993 | Росія  | жіноча боротьба, до 60 кг | 4     |